# Notre-Dame-du-Bec
Notre-Dame-du-Bec is een gemeente in het Franse departement Seine-Maritime (regio Normandië) en telt 416 inwoners (2004). De plaats maakt deel uit van het arrondissement Le Havre.

## Geografie
De oppervlakte van Notre-Dame-du-Bec bedraagt 4,0 km², de bevolkingsdichtheid is 104,0 inwoners per km².
De onderstaande kaart toont de ligging van Notre-Dame-du-Bec met de belangrijkste infrastructuur en aangrenzende gemeenten.

## Demografie
Onderstaande figuur toont het verloop van het inwonertal (bron: INSEE-tellingen).